# Лисецька селищна територіальна громада
Лисецька селищна громада — територіальна громада в Україні, в Івано-Франківському районі Івано-Франківської області. Адміністративний центр — селище Лисець.
Площа громади — 83,7 км², населення — 7367 осіб (2020).

## Населені пункти
У складі громади 1 селище (Лисець) і 3 села:
- Посіч
- Старий Лисець
- Стебник